# マイケル・センベロ
マイケル・センベロ（英語:Michael Sembello、1954年4月17日 - ）は、アメリカ合衆国ペンシルベニア州フィラデルフィアのミュージシャン、ソングライターである。

実弟にソングライター、ミュージシャンのダニー・センベロがいる。

## 略歴
センベロはフィラデルフィアで生まれ育った。ジャズの巨匠パット・マルティーノに師事し、セッション・ミュージシャンとなった。そして、有名アーティスト（スティーヴィー・ワンダー、テンプテーションズ、マイケル・ジャクソン、ダイアナ・ロス、チャカ・カーン、ジョージ・ベンソン、バーブラ・ストライサンド、スタンリー・クラーク、デイヴィッド・サンボーン、ドナ・サマーなど）のスタジオ・ギタリストとしてキャリアを積んでいった。
1983年にファースト・ソロ・アルバム『マニアック (Bossa Nova Hotel)』を発表し、同アルバムに収録された楽曲「マニアック」は映画『フラッシュダンス』のサウンドトラックに収録された。『フラッシュダンス』はグラミー賞の映画・テレビサウンドトラック部門を獲得し、受賞者の中にセンベロも名を連ねている。
センベロはギタリストのジェニファー・バトゥンのファースト・アルバム『アバヴ・ビロウ・アンド・ビヨンド』（1992年）のプロデューサーを務めた。1994年には、アルゼンチンの歌手ヴァレリア・リンチのアルバム『Caravana de Sueños』をプロデュースし、タイトル曲のソングライターとしても名を連ねている。
センベロは、映画のサウンドトラックに収録する楽曲を作曲することに、キャリアの多くを費やした。そのうちのいくつか（『コクーン』『グレムリン』『インデペンデンス・デイ』など）は、大きなヒットとなった。
2008年、センベロが参加したサックス奏者マイケル・リントンのアルバム『Heat』が、Jazztrax Album of the Year にノミネートされた。マイケル・センベロと弟のダニー・センベロは、リントンのそのアルバムに3曲提供した。センベロはたびたびブラジルへ行き、アントニオ・カルロス・ジョビンの孫ダニエル・ジョピンとは親友である。日本でツアーをしたのは1986年が最初で、少年隊と一緒だった。
マイケル・センベロは、アンボン島やインドネシア、バルセロナ、ローマ、ミラノ、パリなど世界中でツアーをしている。2010年春には、コカ・コーラ・UKのダイエット・コークのキャンペーンでセンベロの「Maniac」が使用された。

## ディスコグラフィ

### スタジオ・アルバム
- 『マニアック』 - Bossa Nova Hotel (1983年) ※旧邦題『ボサ・ノヴァ・ホテル』。全米80位
- 『ウィズアウト・ウォールズ』 - Without Walls (1986年)
- 『キャラヴァン・オブ・ドリームス』 - Caravan of Dreams (1992年)
- 『ジャスト・ザ・ビギニング』 - Just The Beginning (1995年) ※ブラザー・タイム名義
- 『バックワーズ・イン・タイム』 - Backwards in Time (1997年) ※センベロ名義
- 『ザ・ブリッジ〜夢のかけ橋』 - The Bridge (1997年) ※ザ・ブリッジ名義
- Ancient Future (2002年)

### コンピレーション・アルバム
- 『The Lost Years』 - The Lost Years (2003年)

### シングル
- 「マニアック」 - "Maniac" (1983年) ※全米1位、全英43位[6]
- 「オートマティック・マン」 - "Automatic Man" (1983年) ※全米34位
- "Talk" (1984年)
- 「グレムリン…メガ・マッドネス」 - "Gremlins...Mega Madness" (1984年) ※映画『グレムリン』サウンドトラックより
- 「グラヴィティ」 - "Gravity" (1985年) ※映画『コクーン』サウンドトラックより
- 「テアー・ダウン・ザ・ウォールズ」 - "Tear Down the Walls" (1986年)
- 「永遠の愛」 - "Wonder Where You Are" (1986年)
- 「ヘヴィー・ウェザー」 - "Heavy Weather" (1992年)